# Costa (geslacht)
Costa is een geslacht van kreeftachtigen uit de klasse van de Ostracoda (mosselkreeftjes).

## Soorten
- Costa (Clinocosta) triangularis Guernet & Bellier, 2000 †
- Costa (Cuneocosta) tricostata (Reuss, 1850) Ruggieri, 1992 †
- Costa (Paracosta) compitalis Siddiqui, 1971 †
- Costa (Paracosta) disintegrata Siddiqui, 1971 †
- Costa ansaryi Bassiouni, 1969 †
- Costa arca Bassiouni, Boukhary & Guernet, 1993 †
- Costa barclayi (Mclean, 1957) Swain, 1974 †
- Costa barri (Bold, 1960) Cronin & Compton-Gooding, 1987 †
- Costa barrocoloradensis Bold, 1967 †
- Costa bastropensis (Stephenson, 1946) Swain, 1984 †
- Costa batei (Brady, 1866) Ruggieri, 1959
- Costa bellipulex Levinson, 1974 †
- Costa berggreni Khalifa & Cronin, 1980 †
- Costa cambayensis Guha, 1967 †
- Costa cameroni Khalifa & Cronin, 1980 †
- Costa capsella Al-furaih, 1980 †
- Costa chilensis Osorio, 1978 †
- Costa ciampoi (Ruggieri, 1984) Ciampo, 1992
- Costa cubana Bold, 1970 †
- Costa culcitosa (Apostolescu, 1961) Bassiouni, Boukhary & Anan, 1980 †
- Costa dohmi Bold, 1968 †
- Costa ducassae Bassiouni et al., 1984 †
- Costa edwardsii (Roemer, 1838) †
- Costa elegans (Ciampo, 1988) Ciampo, 1992 †
- Costa elegantissima (Lienenklaus, 1894) Bassiouni, 1962 †
- Costa elongata Bate, 1972 †
- Costa falux Bonaduce, Ruggieri, Russo & Bismuth, 1992 †
- Costa fansui Hu & Tao, 2008
- Costa fistulosa (Baird, 1850) Sissingh, 1972
- Costa flagellum (Terquem, 1878) Wouters, 1974
- Costa fugellum (Terquem, 1878) Mostafawi, 1989
- Costa gosportensis (Blake, 1950) Howe, 1963 †
- Costa harmoniensis Bold, 1960 †
- Costa hasenbankae Bertels, 1973 †
- Costa hermi Witt, 1967 †
- Costa himchariensis Ahmed, 1986 †
- Costa hullina Ahmad, Neale & Siddiqui, 1991 †
- Costa kuanyiwui Hu & Tao, 2008
- Costa kugleri (Bold, 1966) Bold, 1968 †
- Costa lehneri Bold, 1960 †
- Costa macerta (Stephenson, 1944) Bold, 1957 †
- Costa maquayensis Bold, 1961 †
- Costa meka Bold, 1960 †
- Costa nealei Singh & Porwal, 1989 †
- Costa nilensis Cronin & Khalifa, 1980 †
- Costa obliquifossa Ahmed, 1986 †
- Costa polytrema (Brady, 1878) Ruggieri, 1959
- Costa praecrassireticulata Bassiouni, 1969 †
- Costa praedohmi Bold, 1970 †
- Costa praetricostata Bassiouni, 1969 †
- Costa quadrata Bold, 1972 †
- Costa quadricostata Annapurna & Rama Sarma, 1988
- Costa qurnensis (Bassiouni, 1969) Cronin & Khalifa, 1980 †
- Costa reticulata (Reuss, 1850) Ruggieri, 1962 †
- Costa reymenti Aranki, 1987 †
- Costa riograndensis Sanguinetti, Ornellas & Coimbra, 1993 †
- Costa robinsoni Bold, 1970 †
- Costa rogeri Soenmez-Goekcen, 1973 †
- Costa runcinata (Baird, 1850) Puri, Bonaduce & Malloy, 1965
- Costa rutteni (Bold, 1946) Bold, 1972 †
- Costa sanfelipensis Swain, 1967
- Costa santacrucensis Bold, 1957 †
- Costa shungyanga Hu & Tao, 2008
- Costa simulans (Ruggieri, 1962) Malz & Jellinek, 1984
- Costa sinensis Hu, 1981 †
- Costa stokesae Bold, 1967 †
- Costa triplicata (Terquem, 1878) Wouters, 1974 †
- Costa triplistriata (Edwards, 1944) Hall, 1965 †
- Costa trudis Ahmad, 1977 †
- Costa upsilocostata Bold, 1966 †
- Costa variabilocostata (Bold, 1950) Bold, 1957 †
- Costa varioreticuuta Singh & Porwal, 1989 †
- Costa variornata Hartmann, 1974
- Costa walpolei (Bold, 1946) Bold, 1970 †
- Costa yenisehirensis Goekcen, 1985 †